# Pietro Carrera
Pour les articles homonymes, voir Carrera.
Pietro Carrera est un prêtre, historien et un joueur d'échecs italien né le 12 juillet 1573 à Militello in Val di Catania en Sicile et mort le 18 septembre 1647 à Messine. Il publia en 1617 un traité du jeu d'échecs : Il gioco degli scacchi. Ce livre rassemble les connaissances de l'époque et donne des variantes du jeu d'échecs.

## Biographie
Carrera est né en 1573 en Sicile. Il fut chapelain de l'église Santa Maria della Stella dans sa ville natale de Militello.
Son œuvre, Il gioco degli scacchi di don Pietro Carrera diviso in octo libri, parut en 1617. Elle compile les écrits d'auteurs antérieurs et constitue une source d'information sur les joueurs d'échecs des XVIe et XVIIe siècles.
Le livre comprend des chapitres sur l'origine des échecs, le jeu à handicap, les finales de partie, des problèmes, le jeu à l'aveugle, les biographies de nombreux joueurs.
Dans ce livre, Carrera suggère d'agrandir l'échiquier et d'ajouter de nouvelles pièces à chaque joueur. La première, le « Champion », que l'on appelle aujourd'hui l'impératrice, combine le déplacement de la tour et du cavalier. L'autre pièce qui combine les mouvements du cavalier et du Fou, le « Centaure », est appelée aujourd'hui la Princesse.
Dans la partie théorique du livre, Carrera critiquait une variante du gambit dame publiée par Alessandro Salvio en 1604. En 1634, Salvio attaqua Carrera, lequel fut défendu par un ami dans un pamphlet, Riposta di D. Pietro Carrera contra l'Apologia di Alessandro Salvio, paru en 1639.

## Œuvres
Pietro Carrera était versé dans les antiquités de la Sicile, et son savoir le fit rechercher par plusieurs princes d’Italie. Parmi les nombreux ouvrages qu’il a laissés, on doit remarquer :
- Variorum Epigrammatum lib. III, Palerme, 1610, in-8°.
- Il Gioco de gli Scacchi diviso in otto libri. Ce traité, imprimé à Militello en 1617, in-4°, est rare et très-recherché des curieux.
- I tre libri dell’Epistole di Gio. Tommaso Moncada, conte d’Atternò, tradotti dalla lingua latina nell'italiana ; annotazioni e dichiarazioni sopra le dette epistole, ibid., 1620, in-16.
- Il Mongibello descritto in tre libri ; Poesie pertinenti alle materie di Mongibello, réimprimé dans le Thesaurus Antiquitatum Siciliæ. Carrera a inséré dans cette description le catalogue des plantes qui croissent sur cette montagne, fait par Bonfigliuolo, d’Ancône.
- Delle Memorie istoriche della città di Catania, en 2 volumes in-fol., publiés, l’un en 1639, l’autre en 1641 ; le 2e volume ne contient que la vie et les miracles de Sainte Agathe. Le premier, traduit en latin par Abraham Preiger, a été inséré dans le 10e volume du Thesaurus Antiquitatum Siciliæ de Burmann. On trouve aussi, dans le même volume, une dissertation de P. Carrera, intitulée : Disquisitio de vero significatu numismatum quorumdam Messanensium, seu Mamertinorum Catanensium (online). On prétend que Carrera avait aussi composé un troisième volume de cette histoire, où il traitait de l’origine des familles nobles de la Sicile, mais qu’il lui fut défendu, ou qu’il s’abstint lui-même de le publier.
- Della Famiglia Tedeschi, lib. 3, Catane, 1642, in-4°.